# Gilded Age
De Gilded Age is in de geschiedenis van de Verenigde Staten de periode van ongeveer 1865 tot 1902, tussen het Reconstructietijdperk en het Progressieve Tijdperk. Historici uit de jaren twintig van de vorige eeuw vernoemden de tijd naar Mark Twains roman The Gilded Age: A Tale of Today uit 1873. Historici zagen de economische expansie aan het einde van de 19e eeuw als een periode van materialistische excessen, gekenmerkt door wijdverbreide politieke corruptie.
Het was een tijd van snelle economische groei, vooral in het noorden en westen van de Verenigde Staten. Omdat de lonen in de VS veel hoger lagen dan in Europa, vooral voor geschoolde arbeiders, en de industrialisatie steeds meer geschoolde arbeidskrachten vereiste, was er in die periode een toestroom van miljoenen Europese immigranten. De snelle uitbreiding van de industrialisatie leidde tussen 1860 en 1890 tot een reële loongroei van 40%, die zich over de groeiende beroepsbevolking uitspreidde. Het gemiddelde jaarlijkse loon van een industriële arbeider (inclusief mannen, vrouwen en kinderen) steeg van $380 in 1880 naar $584 in 1890, een stijging van 59% op tien jaar tijd. 
De Gilded Age was ook een tijdperk van aanzienlijke armoede, vooral in het Zuiden, en van groeiende ongelijkheid, omdat miljoenen immigranten de Verenigde Staten binnenstroomden en de hoge concentratie van rijkdom zichtbaarder en omstreden werd.
De spoorwegen waren de grootste groeisector, waarbij de industrie, de olie, de mijnbouw en de financiële sector steeds belangrijker werden. De immigratie uit Europa en het oosten van de Verenigde Staten leidde tot een snelle groei van het Westen, gebaseerd op landbouw, veeteelt en mijnbouw. Vakbonden werden steeds belangrijker in de snelgroeiende industriesteden. Twee grote landelijke depressies, de paniek van 1873 en de paniek van 1893, onderbraken de groei en veroorzaakten sociale en politieke omwentelingen.
Het Zuiden bleef economisch zeer zwak na de Amerikaanse Burgeroorlog. De economie van de regio werd steeds meer afhankelijk van grondstoffen als voedsel en bouwmaterialen, katoen voor garen en textiel en tabaksproductie, die allemaal te lijden hadden onder de lage prijzen. Met het einde van de wederopbouwperiode in 1877 en de opkomst van de Jim Crow-wetten werd het Afro-Amerikaanse volk in het Zuiden zijn politieke macht en stemrecht ontnomen. Ze kwamen daardoor in een ernstige economische achterstandspositie terecht.
Het politieke landschap was opvallend omdat, ondanks de wijdverbreide corruptie, de opkomst bij de verkiezingen onder alle klassen relatief hoog was (hoewel het kiesrecht over het algemeen beperkt bleef tot mannen). Bij de nationale verkiezingen waren er bovendien twee partijen van vergelijkbare omvang. De belangrijkste kwesties waren van culturele aard (vooral met betrekking tot de drooglegging, onderwijs en etnische of raciale groepen) en economische aard (tarieven en geldmassa). 
De stedelijke politiek werd bepaald door snelgroeiende industriesteden, die steeds meer onder politieke controle kwamen. In het bedrijfsleven ontstonden in sommige sectoren machtige, landelijke trusts. Vakbonden voerden een kruistocht voor de achturige werkdag en de afschaffing van kinderarbeid. Hervormers uit de middenklasse eisten hervormingen van de ambtenarij, een verbod op alcohol en bier en kiesrecht voor vrouwen.
Lokale overheden in het noorden en westen bouwden openbare scholen, voornamelijk voor het basisonderwijs. Ook openbare middelbare scholen waren in opkomst. De talrijke religieuze denominaties groeiden in ledenaantal en welvaart, waarbij het katholicisme de grootste werd. Ze breidden hun zendingsactiviteiten allemaal uit naar rest van de wereld. Katholieken, lutheranen en episcopalen richtten religieuze scholen op, en de grootste van die scholen richtten talloze universiteiten, ziekenhuizen en liefdadigheidsinstellingen op. Veel van de problemen waarmee de samenleving, vooral de armen, te maken kreeg, leidden tot pogingen tot hervormingen in het daaropvolgende Progressieve Tijdperk.